# GP-25
 (juillet 2023).
La mise en forme du texte ne suit pas les recommandations de Wikipédia : il faut le « wikifier ».
Les points d'amélioration suivants sont les cas les plus fréquents. Le détail des points à revoir est peut-être précisé sur la page de discussion.
- Les titres sont pré-formatés par le logiciel. Ils ne sont ni en capitales, ni en gras.
- Le texte ne doit pas être écrit en capitales (les noms de famille non plus), ni en gras, ni en italique, ni en « petit »…
- Le gras n'est utilisé que pour surligner le titre de l'article dans l'introduction, une seule fois.
- L'italique est rarement utilisé : mots en langue étrangère, titres d'œuvres, noms de bateaux, etc.
- Les citations ne sont pas en italique mais en corps de texte normal. Elles sont entourées par des guillemets français : « et ».
- Les listes à puces sont à éviter, des paragraphes rédigés étant largement préférés. Les tableaux sont à réserver à la présentation de données structurées (résultats, etc.).
- Les appels de note de bas de page (petits chiffres en exposant, introduits par l'outil «  Source ») sont à placer entre la fin de phrase et le point final[comme ça].
- Les liens internes (vers d'autres articles de Wikipédia) sont à choisir avec parcimonie. Créez des liens vers des articles approfondissant le sujet. Les termes génériques sans rapport avec le sujet sont à éviter, ainsi que les répétitions de liens vers un même terme.
- Les liens externes sont à placer uniquement dans une section « Liens externes », à la fin de l'article. Ces liens sont à choisir avec parcimonie suivant les règles définies. Si un lien sert de source à l'article, son insertion dans le texte est à faire par les notes de bas de page.
- La présentation des références doit suivre les conventions bibliographiques. Il est recommandé d'utiliser les modèles {{Ouvrage}}, {{Chapitre}}, {{Article}}, {{Lien web}} et/ou {{Bibliographie}}. Le mode d'édition visuel peut mettre en forme automatiquement les références.
- Insérer une infobox (cadre d'informations à droite) n'est pas obligatoire pour parachever la mise en page.

Pour une aide détaillée, merci de consulter Aide:Wikification.
Si vous pensez que ces points ont été résolus, vous pouvez retirer ce bandeau et améliorer la mise en forme d'un autre article.
Le GP-25 Kostyor (« Feu de camp »), le GP-30 Obuvka (« Chaussure ») et le GP-34 sont des lance-grenades russes de 40 mm pour la série de fusils d'assaut AK. L'acronyme GP signifie Granatomyot Podstvolnyj, « lance-grenades » en russe, et a été adopté par les forces soviétiques en 1978. Ils ont été observés pour la première fois par l’Occident en 1984, pendant la guerre d'Afghanistan.

## Développement
L'idée de développer un lance-grenades pour le fusil d'assaut AKM a commencé à partir de 1966 au Bureau central de conception et de recherche des armes de sport et de chasse. Le développement s'est poursuivi dans les années 1970 jusqu'en 1978, date à laquelle il a été accepté en service. La version initiale était désignée BG-15 Mukha (« Mouche ») et était montée sous le canon du fusil d'assaut AK-74. La principale version de production, le GP-25, possède un système de visée différent. Le GP-30 a été allégé et le système de visée a été repensé et déplacé vers la droite.
Les lance-grenades GP ont une apparence similaire et tirent les mêmes munitions russes de calibre 40 mm et utilisent le même système haute et basse pression développé par l'Allemagne nazie à la fin de la Seconde Guerre mondiale pour maintenir les forces de recul à un faible niveau sans roquette ou autre type d'arme sans recul. Au sommet du canon se trouve le matériel de montage permettant de fixer l'arme sous le canon d'un fusil, d'où elle est conçue pour tirer. Le canon GP a une durée de vie utile d’environ 400 cartouches.
Le GP-30 est entré en service pour la première fois en 1989, et est destiné à être utilisé avec la série de fusils d'assaut AK-100. Le GP-30M est un modèle simplifié de lance-grenades, composé d'un canon rayé plus court de 40 mm devant un mécanisme de détente de base avec une poignée minimale.
La version actuelle fabriquée par Izhmash, le GP-34, a été conçue pour être un modèle de service universel pouvant être installé sur les fusils de la famille Kalachnikov ; et dispose d'un système de visée repensé situé sur le côté droit de l'arme et présente les avantages suivants :
Fiabilité : il est conçu et testé spécifiquement pour les fusils d'assaut Kalachnikov, s'adapte directement à ces fusils sans aucun adaptateur ni démontage du garde-main.
Sûreté améliorée : La conception empêche une grenade de se déplacer à l’intérieur du canon ou d’en tomber, même si le canon est pointé vers le bas. Le GP-34 dispose d'un mécanisme supplémentaire (levier de sûreté du percuteur) pour améliorer la sécurité lors du chargement.

### Variantes

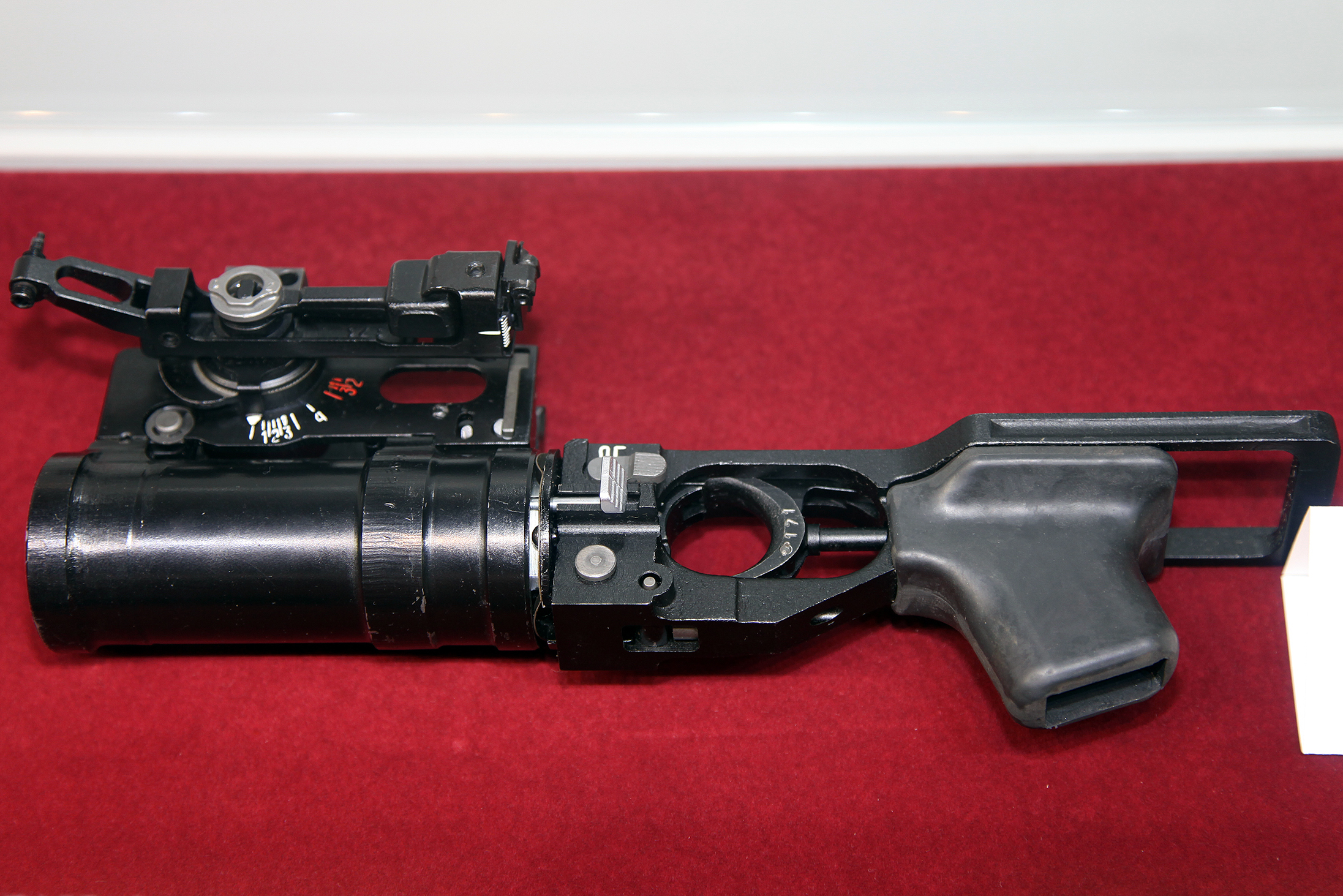
GP-25
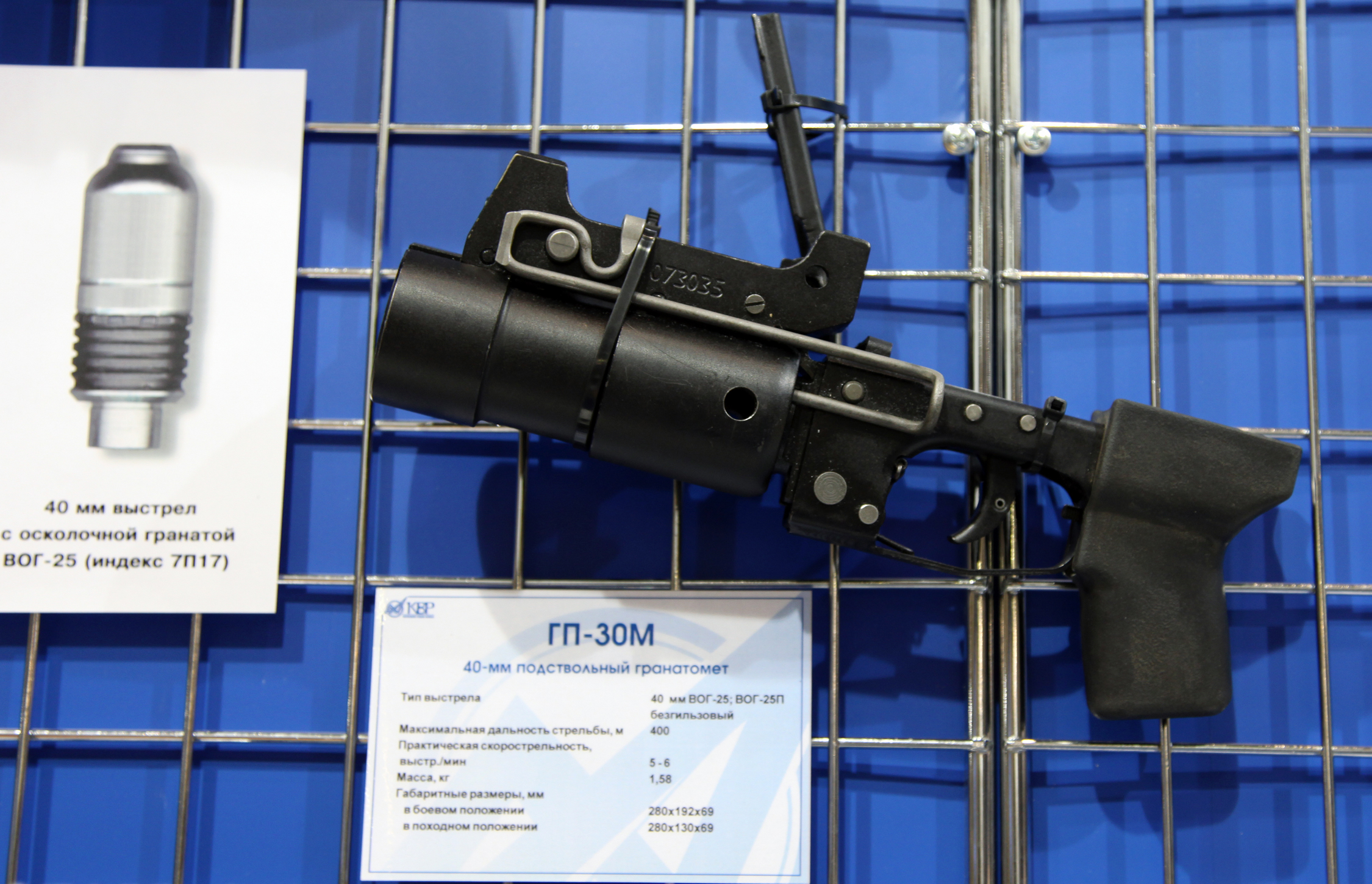
GP-30M
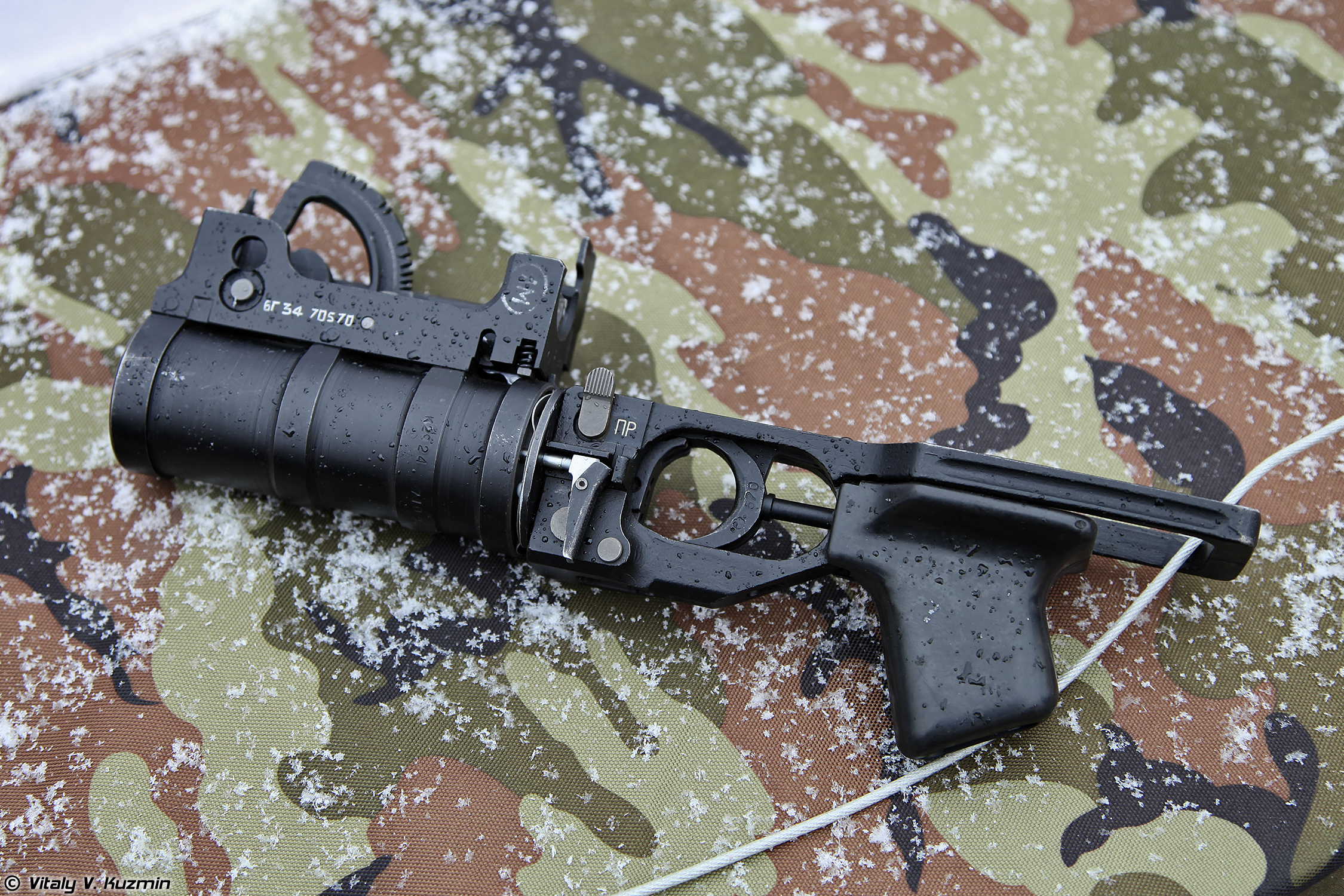
GP-34

- ГП-25 (GP-25), GRAU index: 6Г15 (6G15), surnom «Костёр» (Kostyor, « Feu de camp »)
- ГП-30 (GP-30), GRAU index: 6Г21 (6G21), surnom «Обувка» (Obuvka, « Chaussure »)
- ГП-34 (GP-34), GRAU index: 6Г34 (6G34)

## Utilisation

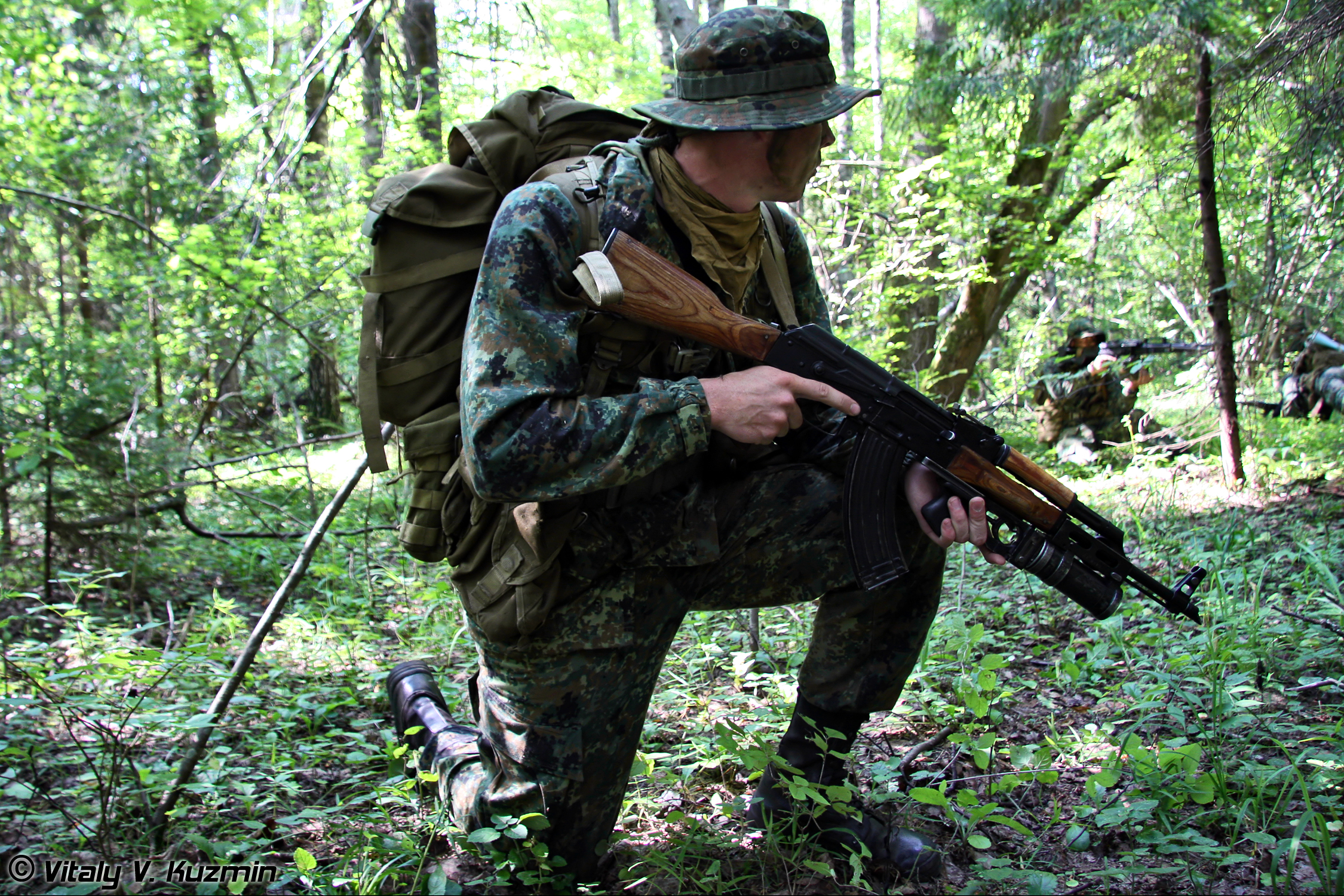
Spetsnaz avec lance-grenades GP sous un fusil AK-47, 45e Brigade Spetsnaz.

Une grenade est d'abord chargée dans le canon, l'arme est pointée, puis la détente automatique est actionnée pour tirer. Cela tire la capsule à percussion à la base de la grenade qui active le propulseur nitrocellulosique à l'intérieur du corps de la grenade. Le gaz chaud et en expansion provenant du propulseur est forcé à travers les ouvertures de la base de la grenade qui la déplacent le long du canon et, en même temps, forcent la bande d'entraînement à s'insérer dans les douze rainures du fusil. Le rayon assure une rotation stabilisatrice du projectile.

### Démonstration

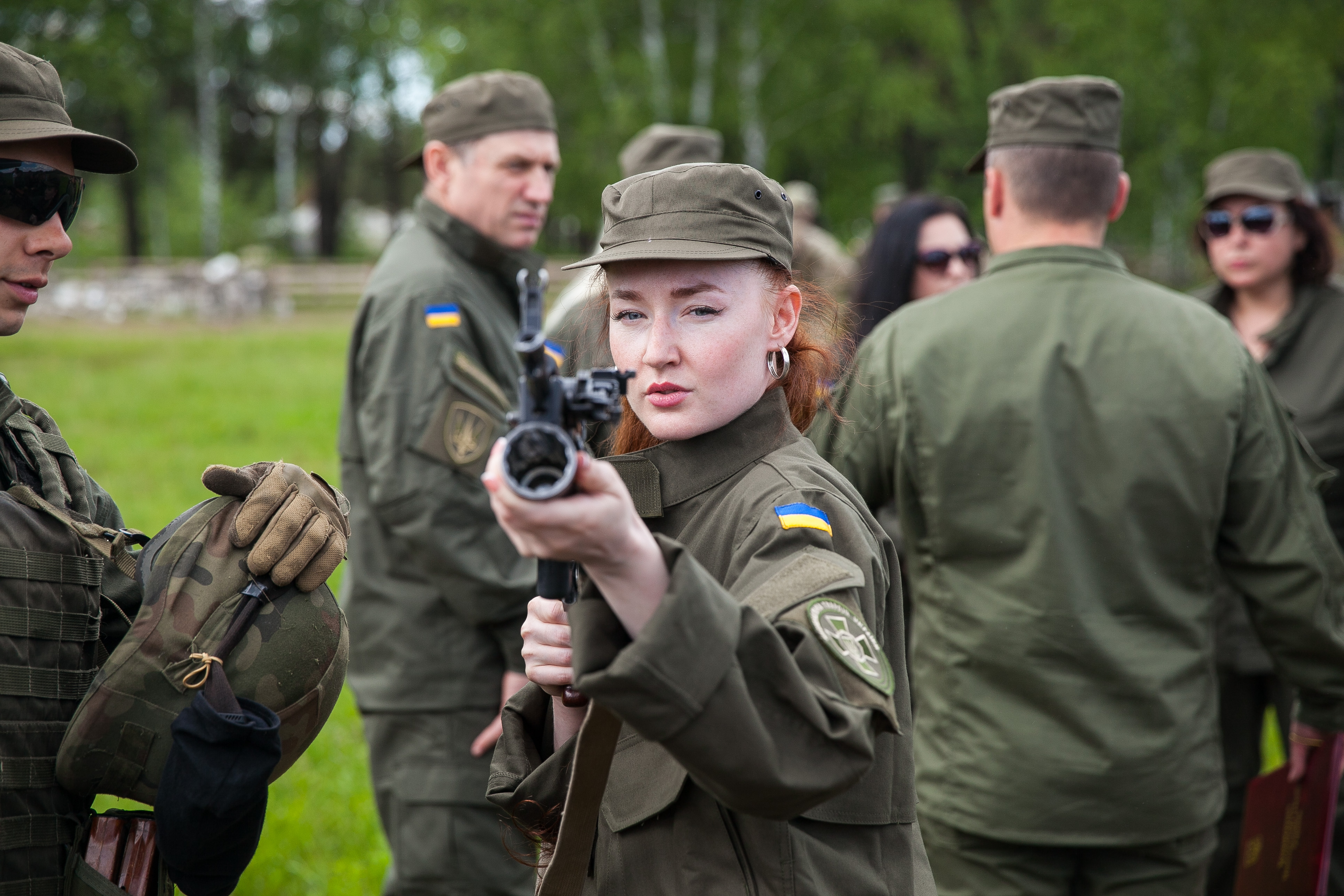
Système de visée GP-25.
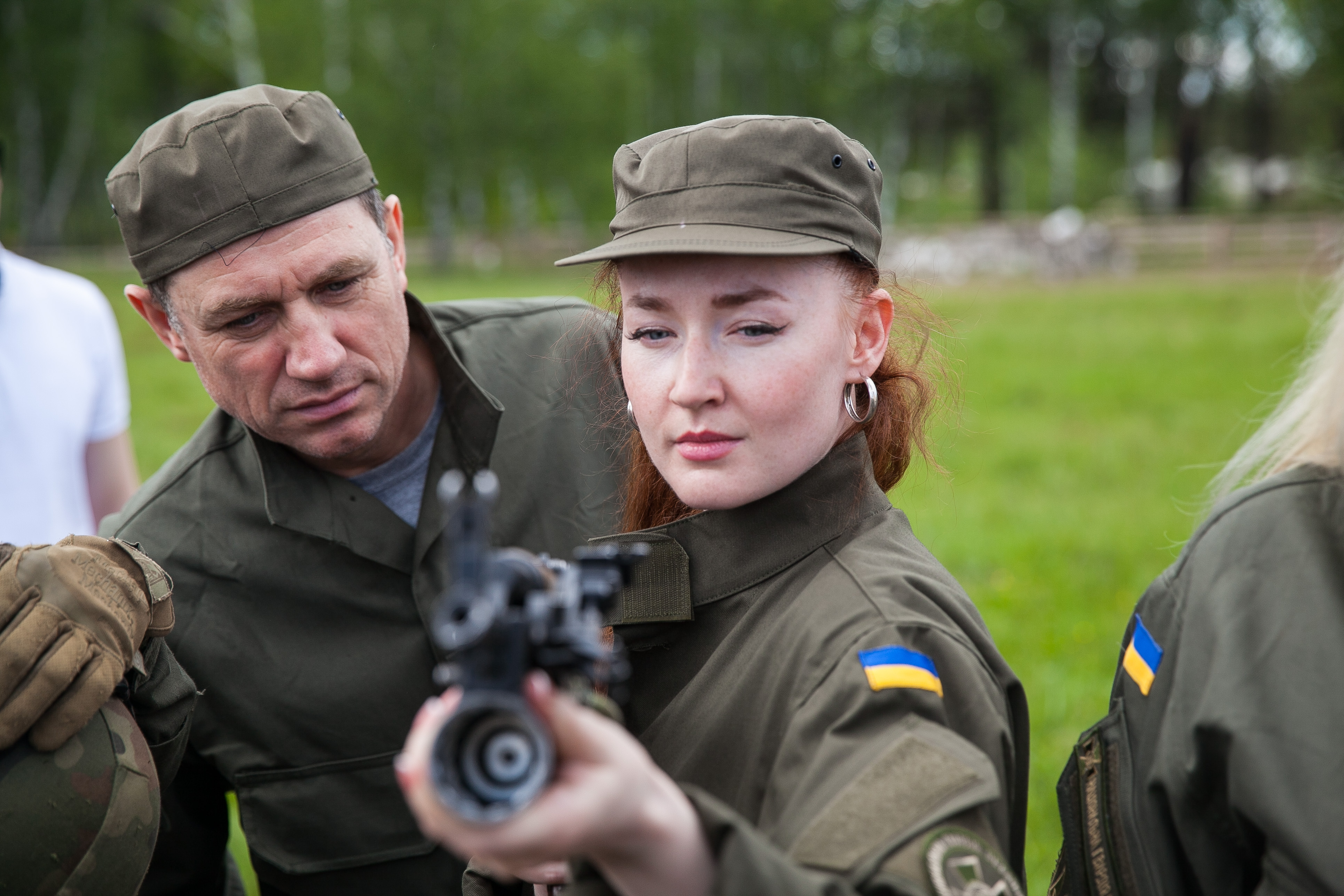
GP-25 vu de face.
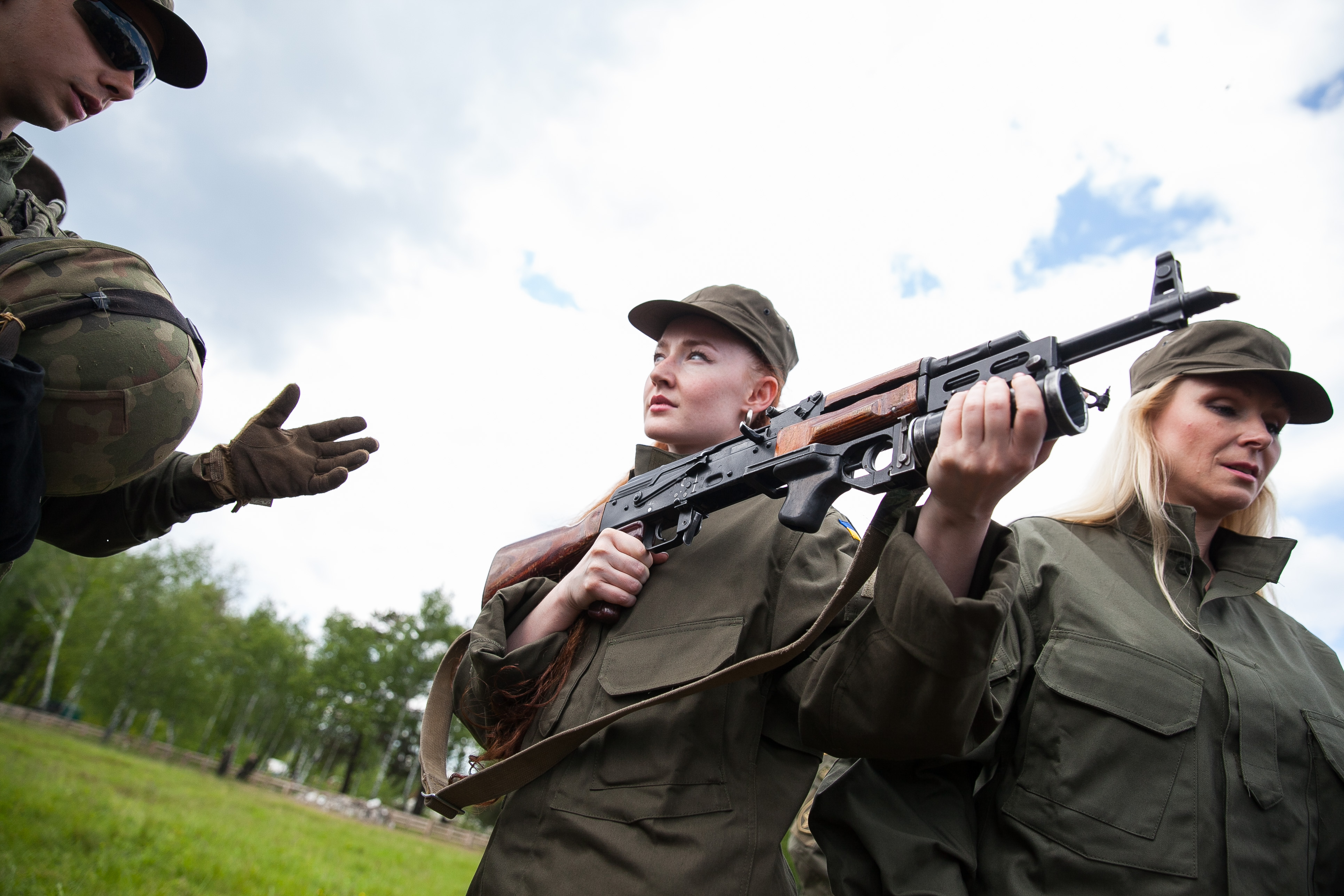
Explication sur l'utilisation du GP-25.

## Munition

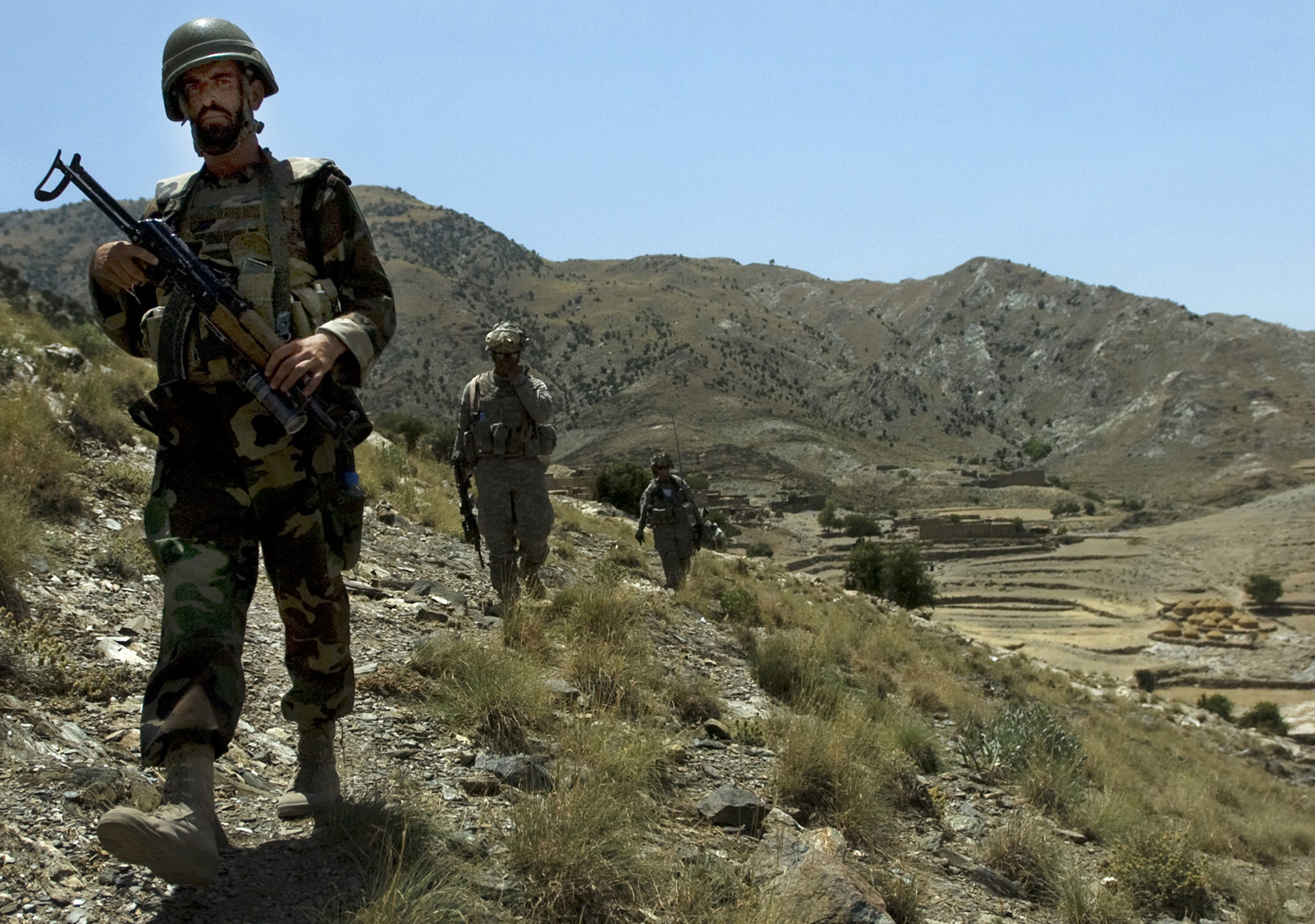
Un soldat de l'Armée nationale afghane armé d'un GP-25/30 en patrouille dans la province de Kounar, district de Khas Kunar en Afghanistan, le 1er juillet 2009.

Les lance-grenades GP tirent plusieurs grenades à fragmentation hautement explosives VOG-25 de 40 mm, avec une portée totale de 400 mètres et une portée utile de 150 m. Ces grenades russo-soviétiques de 40 mm ne sont pas compatibles avec les grenades occidentales de 40 x 46 mm. À l'origine, la grenade principale était la grenade à fragmentation VOG-15 (7P17), qui a un rayon mortel de six mètres. Les munitions pour le GP-25 à chargement par la bouche se composent d'une seule pièce contenant du propulseur et une ogive, par opposition à la conception plus traditionnelle du boîtier et du projectile en deux parties des munitions américaines comparables de 40 x 46 mm utilisées dans les lance-grenades à chargement par la culasse, comme le M203.
Une grenade rebondissante, la VOG-25P, est également disponible. À l'impact, une petite charge dans le nez de la grenade explose ; cela élève la grenade de 50 cm à 1,5 m dans les airs, avant qu'un fusible à retardement d'impact ne la fasse exploser. Le VOG-25P a également un rayon mortel de six mètres. Les munitions de nouvelle génération VOG-M et VOG-PM, avec une efficacité accrue d'au moins 1,5 fois, sont désormais disponibles en série.
Des grenades fumigènes sont également disponibles. La grenade GRD-40 d'origine a été remplacée par une série de grenades conçues pour être utilisées à différentes portées. Il s'agit des GRD-50, GRD-100 et GRD-200 destinés à être utilisés respectivement à 50, 100 et 200 mètres. Ils sont capables de produire un nuage de fumée de 20 mètres cubes qui dure une minute dans des vents allant jusqu'à cinq mètres par seconde. Une grenade lacrymogène appelée Gvozd (« Clou ») et une grenade à bâton sont également disponibles.

### Données sur les munitions

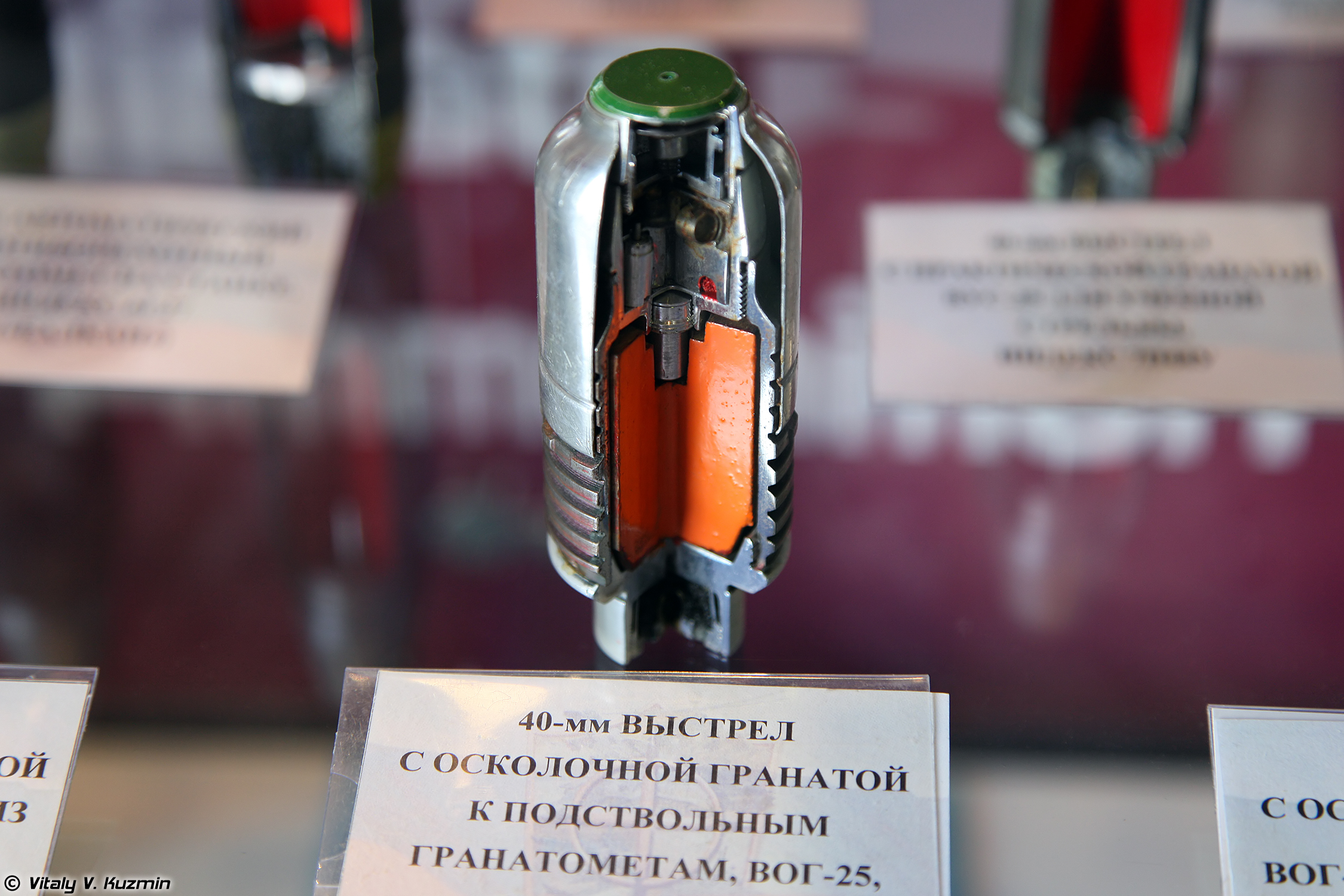
Vue interne de la grenade VOG-25 (7P17) de 40 mm du lance-grenades GP-25.

| Version        | Portée    | Plage d'activation du fusible | Temps délais d'explosion | Poids           | Ogive                  |
| -------------- | --------- | ----------------------------- | ------------------------ | --------------- | ---------------------- |
| VOG-25         | 100–400 m | 10–40 m                       | 14–19 s                  | 250 g (0,55 kg) | 48 g d'explosif A-IX-1 |
| VOG-25P        | 100–400 m | 10–40 m                       | 14–19 s                  | 278 g (0,61 kg) | 37 g de TNT            |
| GRD-50/100/200 | 100–400 m | 10–40 m                       | 14–19 s                  | 265 g           | 90 g                   |

## Utilisateurs
- Afghanistan
- Angola[5]
- Algeria[4]
- Botswana[6]

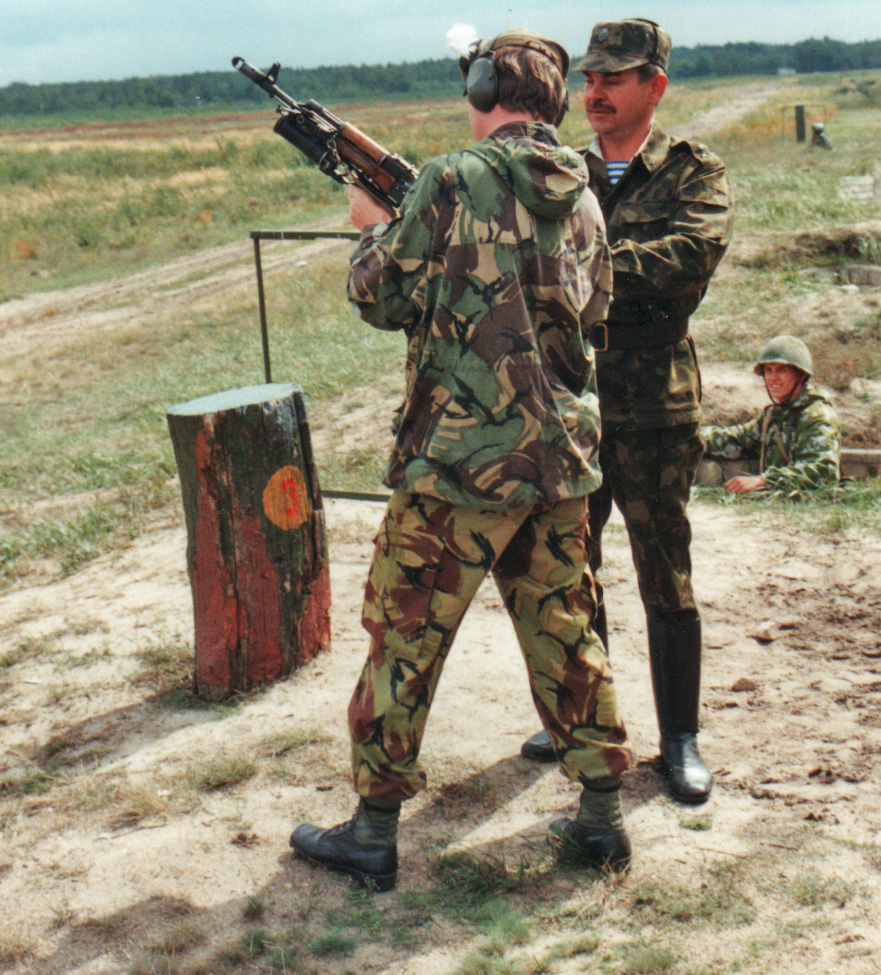
Un groupe d'officiers britanniques participant à une journée sur le terrain soviétique au camp du QG WGF à Zossen-Wuensdorf, Allemagne, 2010. Ici, le colonel Pougatchev, commandant du 69e régiment de fusiliers motorisés de la Garde, prépare un officier britannique à tirer avec le lance-grenades GP-25/30 monté sur un AK-74.

- Brésil: utilisé par la infanterie de la Caatinga[7].
- Bulgarie: fabriqué sous licence par Arsenal AD sous le nom de UBGL[8] et  UBGL-1[9].
- Burundi[10]
- Congo-Kinshasa[réf. nécessaire]
- Chypre[réf. nécessaire]
- Géorgie: fabriqué par STC Delta[11],[12].
- Grèce: utilisé avec AK-74M.[réf. nécessaire]
- Inde[5]
- Indonésie: Brimob[13]
- Iran : utilisé par l'IRGC
- Lituanie: Forces armées lituaniennes[14]
- Corée du Nord[5],[15]
- Pakistan[réf. nécessaire]
- Russie[5]
- Serbie: fabriqué sous licence par Zastava Arms sous le nom de PBG – 40 mm[16] et PBG 40 mm M70[17].
- Macédoine du Nord
- Syrie: Utilisation de GP-25 et GP-30M[18].
- Ukraine[5]
- Uruguay[4]
- Vietnam[4]